# Barabanki
Barabankí (hindi: बाराबंकी, urdú: بارابنکی) és una ciutat de l'Índia, capital del districte de Barabanki, a Uttar Pradesh. La ciutat original estava a 1 km al nord de Nawabganj, i avui dia estan unides. Es troba a uns 30 km a l'est de Lucknow, capital d'Uttar Pradesh.
Població:
- 1881: 13.933 habitants
- 1901: 3.020 habitants
- 2001: No consta a les estadístiques, Nawabganj figura amb 75.087 habitants, Banki amb 16.997 i Satrikh amb 10.129, de manera que es pot estimar en uns 125.000 habitants.

Fins a la conquesta musulmana s'anomenava Jasnaul perquè fou fundada per un raja bhar de nom Jas Raja al segle xi. Els musulmans van dividir la regió de Kanauj en dotze trosos que es van disputar els dominis entre ells i foren coneguts com els Bara Banka (o Dotze Enfrontats); una altra teoria diu que Bara Banka voldria dir "Dotze Trosos de Jungla".
La ciutat està dividida en:
1. Nawabganj
2. Banki (Àrea urbana)
3. Barel (vila)
4. Satrikh (vila)
5. Kurauli (vila)
6. Suburbis